# المشاركة النسائية الإماراتية في الألعاب الأولمبية الصيفية
انطلقت الألعاب الأولمبية الصيفية لأول مرة عام 1896 في أثينا، لكن مشاركة الإمارات في الألعاب قد تأخرت 88 عامًا حتى دورة 1984 في لوس أنجلوس. أما الظهور النسائي فبدأ بعد ذلك بـ24 عامًا، أي بعد انطلاق الألعاب لأول مرة ب112 عامًا، حيث مُثِّلت المرأة الإماراتية لأول مرة في الأولمبياد في دورة بكين 2008 بمشاركة لطيفة آل مكتوم في الفروسية -والتي حملت علم البعثة الإماراتية في تلك الدورة- وميثاء آل مكتوم في التايكوندو. وفي الدورة التالية، لندن 2012، شاركت خديجة محمد في رفع الأثقال وبيتليم ديسالجين بلينا في ألعاب القوى.

## بكين 2008

وفد الإمارات المشارك في أولمبياد بكين 2008 في حفل الافتتاح. تظهر لطيفة آل مكتوم حاملة لعلم الإمارات في مقدمة الوفد.

حملت لطيفة آل مكتوم علم البعثة الإماراتية في هذه الدورة.

### التايكوندو
| الرياضيّة                        | الحدث         | دور الـ16                                 | ربع النهائي   | نصف النهائي   | إعادة التأهيل                   | الميدالية البرونزية | النهائي       | النهائي  |
| الرياضيّة                        | الحدث         | الخصم النتيجة                             | الخصم النتيجة | الخصم النتيجة | الخصم النتيجة                   | الخصم النتيجة       | الخصم النتيجة | الترتيب  |
| ------------------------------- | ------------- | ----------------------------------------- | ------------- | ------------- | ------------------------------- | ------------------- | ------------- | -------- |
| ميثاء بنت محمد بن راشد آل مكتوم | أقل من 67 كجم | هوانغ كيونغ سيون (كوريا الجنوبية) · خ 1–5 | لم تتأهل      | لم تتأهل      | ساندرا ساريتش (كرواتيا) · خ 0–4 | لم تتأهل            | لم تتأهل      | لم تتأهل |

### الفروسية
قفز الحواجز
| الرياضيّة                | الفرس            | الحدث | التصفيات | التصفيات | التصفيات | التصفيات | التصفيات | التصفيات | التصفيات | التصفيات | النهائي  | النهائي  | النهائي  | النهائي  | النهائي  | المجموع | المجموع |
| الرياضيّة                | الفرس            | الحدث | جولة 1   | جولة 1   | جولة 2   | جولة 2   | جولة 2   | جولة 3   | جولة 3   | جولة 3   | جولة A   | جولة A   | جولة B   | جولة B   | جولة B   | المجموع | المجموع |
| الرياضيّة                | الفرس            | الحدث | الأخطاء  | الترتيب  | الأخطاء  | المجموع  | الترتيب  | الأخطاء  | المجموع  | الترتيب  | الأخطاء  | الترتيب  | الأخطاء  | المجموع  | الترتيب  | الأخطاء | الترتيب |
| ----------------------- | ---------------- | ----- | -------- | -------- | -------- | -------- | -------- | -------- | -------- | -------- | -------- | -------- | -------- | -------- | -------- | ------- | ------- |
| لطيفة بنت أحمد آل مكتوم | كالسكا دي سيميلي | فردي  | 11       | 61       | 15       | 26       | 54       | لم تتأهل | لم تتأهل | لم تتأهل | لم تتأهل | لم تتأهل | لم تتأهل | لم تتأهل | لم تتأهل | 26      | 54      |

## لندن 2012
كانت خديجة محمد هي أصغر الرياضيين في البعثة الإماراتية كلها بعمر 17 عامًا و46 يومًا حينها.

### ألعاب القوى
| الرياضيّة              | الحدث  | التمهيدي | التمهيدي | نصف النهائي | نصف النهائي | النهائي  | النهائي  |
| الرياضيّة              | الحدث  | النتيجة  | الترتيب  | النتيجة     | الترتيب     | النتيجة  | الترتيب  |
| --------------------- | ------ | -------- | -------- | ----------- | ----------- | -------- | -------- |
| بيتليم ديسالجين بلينا | 1500 م | 4:14.07  | 14       | لم تتأهل    | لم تتأهل    | لم تتأهل | لم تتأهل |

### رفع الأثقال
| الرياضيّة   | الحدث   | خطف     | خطف     | نتر     | نتر     | المجموع | الترتيب |
| الرياضيّة   | الحدث   | النتيجة | الترتيب | النتيجة | الترتيب | المجموع | الترتيب |
| ---------- | ------- | ------- | ------- | ------- | ------- | ------- | ------- |
| خديجة محمد | −75 كجم | 51      | 12      | 62      | 12      | 113     | 12      |

## ريو دي جانيرو 2016
شهدت المشاركة الإماراتية في أولمبياد ريو 2016 تواجد 13 رياضيًا ورياضيّة تأهل 10 منهم عبر التصفيات، وهو رقم قياسي، من بينهم أربع فتيات، وهو رقم قياسي أيضًا لعدد السيدات المشاركات من الإمارات منذ بدء ظهور الإمارات في الألعاب عام 1984م. وقد شاركت البعثة النسائية في منافسات السباحة، وألعاب القوى، ورفع الأثقال. وفي السباحة شاركت ندى البدواوي في سباق ال50 متر سباحة حرة للسيدات، وأصبحت أول سباحة إماراتية على الإطلاق تشارك في هذا الحدث الرياضي الضخم على مستوى العالم. وفي رياضة رفع الأثقال شاركت الرباعة عائشة البلوشي في وزن 58 كج سيدات، أما في منافسات ألعاب القوى، فقد شاركت كل من بيلنة بيلتحم وعلياء سعيد، وذلك في سباقي 1500 متر و10 آلاف متر عدو للسيدات. وقد حملت السبّاحة ندى البدواوي العلم الوطني خلال الحفل الافتتاحي في أولمبياد ريو دي جانيرو 2016 مما يجعلها الرياضية الإماراتية الثانية التي تقوم بحمل العلم في الألعاب الأولمبية عبر التاريخ.

### السباحة
| الرياضيّة     | الحدث          | التصفيات التمهيدية | التصفيات التمهيدية | نصف النهائي | نصف النهائي | النهائي  | النهائي  |
| الرياضيّة     | الحدث          | النتيجة            | الترتيب            | النتيجة     | الترتيب     | النتيجة  | الترتيب  |
| ------------ | -------------- | ------------------ | ------------------ | ----------- | ----------- | -------- | -------- |
| ندى البدواوي | 50 م سباحة حرة | 33.42              | 78                 | لم تتأهل    | لم تتأهل    | لم تتأهل | لم تتأهل |

### ألعاب القوى
| الرياضيّة        | الحدث   | التصفيات التمهيدية | التصفيات التمهيدية | نصف النهائي | نصف النهائي | النهائي  | النهائي  |
| الرياضيّة        | الحدث   | النتيجة            | الترتيب            | النتيجة     | الترتيب     | النتيجة  | الترتيب  |
| --------------- | ------- | ------------------ | ------------------ | ----------- | ----------- | -------- | -------- |
| بيلنة بيلتحم    | 1500 م  | لم تنطلق           | 13                 | لم تتأهّل    | لم تتأهّل    | لم تتأهّل | لم تتأهّل |
| علياء سعيد محمد | 10000 م | 00:31:56.740       | 23                 | لم تتأهّل    | لم تتأهّل    | لم تتأهّل | لم تتأهّل |

### رفع الأثقال
| الرياضيّة      | الحدث   | خطف     | خطف     | نتر     | نتر     | المجموع | الترتيب |
| الرياضيّة      | الحدث   | النتيجة | الترتيب | النتيجة | الترتيب | المجموع | الترتيب |
| ------------- | ------- | ------- | ------- | ------- | ------- | ------- | ------- |
| عائشة البلوشي | −58 كغم | 72      | 16      | 90      | 16      | 162     | 16      |

## طوكيو 2020
شاركت الإمارات في دورة أولمبياد طوكيو 2020، بستة رياضيين فقط، من بينهم لاعبان تأهّلا بشكل مباشرٍ للأولمبياد ولاعب تأهّل عبر التصنيف، وقد مُثِّل العنصر النسوي بإشراك فاطمة الحوسني في منافسات ألعاب القوى، من خلال رياضة رمي القرص، وذلك بعدما حصلت الإمارات على بطاقتي دعوتين للمشاركة بلاعب ولاعبة في المنافسة. لكن في اللحظات الأخيرة أُلغيت بطاقة "الوايلد كارت" للاعبة فاطمة الحوسني، بسبب عدم مشاركتها في أي بطولةٍ معتمدة دولية منذ فترةٍ طويلة، وبالتالي تمّ حرمانها من المنافسة، ليغيب التمثيل النسائي الإماراتي عن دورة طوكيو 2020، وعن منافسات الألعاب الأولمبية لأول مرّة منذ ظهوره الأول في دورة بكين 2008.

## باريس 2024
شاركت الإمارات العربية المتحدة في دورة باريس 2024 بوفد مكوّن من 14 رياضياً ورياضية، من بينهم 4 لاعبات، وهي المرة الثانية عبر التاريخ التي تشارك بها الإمارات بهذا العدد من السيدات بعد دورة ريو دي جانيرو 2016. وقد شاركت البعثة النسائية في كل من منافسات الجودو، والسباحة، وألعاب القوى، وسباق الدراجات الهوائية، وتعتبر هذه هي المرّة الأولى من نوعها التي تنافس فيها الرياضة النسائية بالإمارات في هذه اللعبة أولمبياً. وقد شاركت اللاعبة بشيرات خرودي في منافسات السيدات للوزن الخفيف تحت 52 كلغ، أما في السباحة فقد شاركت السبّاحة مها الشحي في سباق 200 متر حرة، بينما شاركت العداءة مريم الفارسي في سباق ال100 متر، وهي أصغر رياضية في البعثة الإماراتية كلها، في حين شاركت صفية الصايغ لاعبة المنتخب الإماراتي للدراجات في سباق الطريق، وتُعتبر أول رياضية إماراتية على الإطلاق تتأهل للألعاب الأولمبية في رياضة الدراجات. كما أصبحت العدّاءة مريم الفارسي أصغر لاعبة إماراتية تشارك في دورة الألعاب الأولمبية بعمر 16 عاماً.

### الجودو
| الرياضيّة     | الحدث          | التصفيات التمهيدية                        | التصفيات التمهيدية                         | ربع النهائي | ربع النهائي | نصف النهائي | نصف النهائي | النهائي  | النهائي  |
| الرياضيّة     | الحدث          | الدور ال32                                | الدور ال16                                 | النتيجة     | الترتيب     | النتيجة     | الترتيب     | النتيجة  | الترتيب  |
| ------------ | -------------- | ----------------------------------------- | ------------------------------------------ | ----------- | ----------- | ----------- | ----------- | -------- | -------- |
| بشيرات خرودي | 50 م سباحة حرة | فازت على الصينية تشو بالايبون بنتيجة 10-0 | خسرت من الألمانية ماشا بالهاوس بنتيجة 0-11 | لم تتأهل    | لم تتأهل    | لم تتأهل    | لم تتأهل    | لم تتأهل | لم تتأهل |

### السباحة
| الرياضيّة  | الحدث           | التصفيات التمهيدية | التصفيات التمهيدية | نصف النهائي | نصف النهائي | النهائي  | النهائي  |
| الرياضيّة  | الحدث           | النتيجة            | الترتيب            | النتيجة     | الترتيب     | النتيجة  | الترتيب  |
| --------- | --------------- | ------------------ | ------------------ | ----------- | ----------- | -------- | -------- |
| مها الشحي | 200 م سباحة حرة | 2:17.17            | 28                 | لم تتأهل    | لم تتأهل    | لم تتأهل | لم تتأهل |

### سباق الدراجات
| الرياضيّة    | الحدث       | التصفيات التمهيدية | التصفيات التمهيدية | نصف النهائي | نصف النهائي | النهائي | النهائي |
| الرياضيّة    | الحدث       | النتيجة            | الترتيب            | النتيجة     | الترتيب     | النتيجة | الترتيب |
| ----------- | ----------- | ------------------ | ------------------ | ----------- | ----------- | ------- | ------- |
| صفية الصايغ | سباق الطريق | لم تكمل السباق     | DNF                | DNFDid      | DNFDid      | DNFDid  | DNFDid  |

### ألعاب القوى
| الرياضيّة     | الحدث | التصفيات التمهيدية | التصفيات التمهيدية | نصف النهائي | نصف النهائي | النهائي  | النهائي  |
| الرياضيّة     | الحدث | النتيجة            | الترتيب            | النتيجة     | الترتيب     | النتيجة  | الترتيب  |
| ------------ | ----- | ------------------ | ------------------ | ----------- | ----------- | -------- | -------- |
| مريم الفارسي | 100 م | 13.26              | 9                  | لم تتأهّل    | لم تتأهّل    | لم تتأهّل | لم تتأهّل |

## إحصائيات

### اللاعبات
| م  | الاسم                           | الرياضة                | العمر عند أول مشاركة | الدورات     | عدد الدورات |
| -- | ------------------------------- | ---------------------- | -------------------- | ----------- | ----------- |
| 1  | ميثاء بنت محمد بن راشد آل مكتوم | التايكوندو             | 28                   | 2008        | 1           |
| 2  | لطيفة بنت أحمد آل مكتوم         | الفروسية               | 22                   | 2008        | 1           |
| 3  | بيتليم ديسالجين بلينا           | ألعاب القوى - عدو      | 20                   | 2012 - 2016 | 2           |
| 4  | خديجة محمد                      | رفع الأثقال            | 17                   | 2012        | 1           |
| 5  | ندى البدواوي                    | السباحة                | 19                   | 2016        | 1           |
| 6  | علياء سعيد محمد                 | ألعاب القوى - عدو      | 23                   | 2016        | 1           |
| 7  | عائشة البلوشي                   | رفع الأثقال            | 24                   | 2016        | 1           |
| 8  | بشيرات خرودي                    | الجودو                 | 26                   | 2024        | 1           |
| 9  | مها الشحي                       | السباحة                | 18                   | 2024        | 1           |
| 10 | مريم الفارسي                    | ألعاب القوى - عدو      | 16                   | 2024        | 1           |
| 11 | صفية الصايغ                     | سباق الدراجات الهوائية | 23                   | 2024        | 1           |

### الرياضات
| الرياضة         | عدد اللاعبات | الدورات | الدورات | الدورات | الدورات | الدورات | عدد الدورات |
| الرياضة         | عدد اللاعبات | 2008    | 2012    | 2016    | 2020    | 2024    | عدد الدورات |
| --------------- | ------------ | ------- | ------- | ------- | ------- | ------- | ----------- |
| التايكوندو      | 1            | √       |         |         |         |         | 1           |
| الفروسية        | 1            | √       |         |         |         |         | 1           |
| ألعاب قوى - عدو | 3            |         | √       | √√      |         | √       | 3           |
| رفع الأثقال     | 2            |         | √       | √       |         |         | 2           |
| السباحة         | 2            |         |         | √       |         | √       | 2           |
| سباق الدراجات   | 1            | √       |         |         |         | √       | 1           |
| الجودو          | 1            | √       |         |         |         | √       | 1           |
| المجموع         | 7            | 2       | 2       | 4       | 0       | 4       | 5           |

### الدورات
| الدورة | عدد السيدات من الإمارات | عدد السيدات من كل الدول | نسبة التمثيل النسائي الإماراتي | عدد الرجال من الإمارات | نسبة التمثيل النسائي في البعثة الإماراتية |
| ------ | ----------------------- | ----------------------- | ------------------------------ | ---------------------- | ----------------------------------------- |
| 2008   | 2                       | 4611                    | 0.00043%                       | 8                      | 20%                                       |
| 2012   | 2                       | 4655                    | 0.00043%                       | 24                     | 7.69%                                     |
| 2016   | 4                       | 5625                    | 0.071%                         | 9                      | 30.76%                                    |
| 2020   | (1)0                    | 5548                    | غير محدد                       | 5                      | غير محدد                                  |
| 2024   | 4                       | 5663                    | 0.07064%                       | 10                     | 28.57%                                    |